# Кліффорд Тауншип (округ Сасквегенна, Пенсільванія)
Кліффорд Тауншип (англ. Clifford Township) — селище (англ. township) в США, в окрузі Сасквегенна штату Пенсільванія. Населення — 2097 осіб (2020).

## Демографія
Згідно з переписом 2010 року, у селищі мешкало 2408 осіб у 990 домогосподарствах у складі 679 родин. Було 1278 помешкань
Расовий склад населення:
| - 97,6 % — білих - 0,3 % — чорних або афроамериканців - 0,2 % — азіатів - 0,1 % — вихідців з тихоокеанських островів - 0,1 % — корінних американців |

До двох чи більше рас належало 1,2 %. Частка іспаномовних становила 1,6 % від усіх жителів.
За віковим діапазоном населення розподілялося таким чином: 19,4 % — особи молодші 18 років, 63,9 % — особи у віці 18—64 років, 16,7 % — особи у віці 65 років та старші. Медіана віку мешканця становила 45,2 року. На 100 осіб жіночої статі у селищі припадало 103,2 чоловіків;  на 100 жінок у віці від 18 років та старших — 100,4 чоловіків також старших 18 років.
Середній дохід на одне домашнє господарство  становив 74 459 доларів США (медіана — 57 973), а середній дохід на одну сім'ю — 95 365 доларів (медіана — 75 875). Медіана доходів становила 45 064 долари для чоловіків та 33 250 доларів для жінок. За межею бідності перебувало 13,3 % осіб, у тому числі 17,7 % дітей у віці до 18 років та 14,5 % осіб у віці 65 років та старших.
Цивільне працевлаштоване населення становило 1203 особи. Основні галузі зайнятості: освіта, охорона здоров'я та соціальна допомога — 20,1 %, виробництво — 16,8 %, роздрібна торгівля — 10,6 %, мистецтво, розваги та відпочинок — 10,6 %.